# Friedrich Rinne
Friedrich Wilhelm Berthold Rinne, även känd som Fritz Rinne, född 16 mars 1863 i Osterode am Harz, död 12 mars 1933 i Günterstal vid Freiburg im Breisgau, var en tysk mineralog.
Rinne blev 1894 professor vid tekniska högskolan i Hannover, 1908 professor i mineralogi och geologi vid universitetet i Königsberg, samma år vid universitetet i Kiel. Under åren 1909-28 innehade han motsvarande befattning vid universitetet i Leipzig. Åren 1899-1904 företog han en forskningsresa till Brittiska Indien, Celebes, Luzon och Kiautschou, vars resultat publicerades. Hans vetenskapliga författarverksamhet omfattade huvudsakligen mineralogi och petrografi. Särskilt sysslade han ingående med zeoliterna, med saltgruvornas salter och dessas omformning genom tryck, med basalterna inom Weser-, Werra- och Fulda-området. Hans kanske mest uppmärksammade verk är Gesteinskunde für Bauingenieure, Architekten etc. (10:e och 11:e upplagan 1928).